# Wspólnota administracyjna Haselgrund
Wspólnota administracyjna Haselgrund (niem. Verwaltungsgemeinschaft Haselgrund) – dawna wspólnota administracyjna w Niemczech, w kraju związkowym Turyngia, w powiecie Schmalkalden-Meiningen. Siedziba wspólnoty znajdowała się w miejscowości Viernau. Powstała 9 kwietania 1994.
Wspólnota administracyjna zrzeszała sześć gmin wiejskich (Gemeinde): 
1. Altersbach
2. Bermbach
3. Oberschönau
4. Rotterode
5. Unterschönau
6. Viernau

6 lipca 2018 gmina Springstille została przyłączona do miasta Schmalkalden i stała się tym samym jego dzielnicą.
1 stycznia 2019 wspólnota została rozwiązana, a jej wszystkie gminy przyłączono do miasta Steinbach-Hallenberg i stały się tym samym jego dzielnicami.